# Thuốc phiện của giới trí thức
Thuốc phiện của giới trí thức (tiếng Pháp: L'Opium des intellectuels) là cuốn sách của Raymond Aron được ấn hành năm 1955. Sách lần đầu tiên được dịch ra tiếng Anh vào năm 1957.

## Nội dung
Trọng tâm của Aron là chỉ trích sự tuân thủ trí tuệ rộng rãi trong thời đại của ông với chủ nghĩa Mác. Tựa đề của cuốn sách là một sự đảo ngược của lời tuyên bố nổi tiếng của Karl Marx, rằng tôn giáo là thuốc phiện của người dân, và là một dẫn xuất từ câu trích dẫn của Simone Weil rằng "chủ nghĩa Mác chắc chắn là một tôn giáo, theo nghĩa thấp nhất của từ này.... [ Nó] liên tục được sử dụng... làm thuốc phiện cho mọi người. " 
Aron chỉ trích chủ nghĩa Mác-xít trong đó ông coi nó như là một sự từ chối về một số tiến bộ cơ bản của nền văn minh nhân loại, chẳng hạn như tự do điều tra, tự do tranh cãi, tự do chỉ trích và bỏ phiếu.
Đặc biệt, Aron cho rằng có một hiện tượng không trung thực về trí tuệ hoặc đạo đức giả trong công việc trong khoảng thời đại của ông, nơi một số người cực kỳ phê phán các hình thức chính phủ hoặc xã hội nhất định (chẳng hạn như dân chủ tư bản) nhưng tha thứ về tội phạm và vi phạm gây ra bởi những xã hội tuyên bố thể hiện ý thức hệ 'chính xác'. Do đó, ông chỉ trích nặng nề về những gì ông nhận thức như một hình thức giáo điều và chủ nghĩa cuồng tín trí tuệ được áp dụng cho một khuôn khổ tư duy cố định bất kể bằng chứng thực nghiệm đối lập với nó - một quá trình giống như việc tạo ra một loại tôn giáo thế tục hoặc hệ thống đức tin.
Trọng tâm chính của những lời chỉ trích trong cuốn sách là việc làm của một nhà tư tưởng như Jean-Paul Sartre, cũng như khuynh hướng chung để kết hợp các tư tưởng Mác-xít với Nieztsche và tư tưởng hiện sinh đã hạ thấp sự thận trọng trong chính trị.
Trọng tâm của Aron chủ yếu dựa trên bản chất của tư duy trí thức đương thời của Pháp đối với việc loại trừ chung việc xem xét các nền văn hóa khác như của người Mỹ gốc Anh.
Aron được tán dương rộng rãi về những gì ông cảm nhận được như là đức hạnh của nền dân chủ tự do cũng đi đôi với sự phản đối đối với loại chủ nghĩa chống Mỹ thịnh hành, là một biểu hiệu của hệ tư tưởng cánh tả Pháp thời hậu chiến, một thực tế giúp Aron tạo ra nhiều mối liên hệ quan trọng ở nước Mỹ.
Đây là tác phẩm nổi tiếng nhất của Aron, mặc dù nó không thường được in kế tiếp kể từ khi xuất bản ban đầu.